# 静岡県道280号宮代赤根線
静岡県道280号宮代赤根線（しずおかけんどう280ごう みやしろあかねせん）は、静岡県周智郡森町を通る道路（県道）である。

## 概要

### 路線データ
- 陸上距離：2.4km
- 起点：静岡県周智郡森町一宮字宮代（実際の起点は森町一宮字下馬下）
- 終点：静岡県周智郡森町一宮字赤根（静岡県道40号掛川天竜線交点）（実際の起点は森町一宮字谷崎）

## 重複区間
なし

## この県道の特徴
- この県道は、主に、小国神社へ行く道である。[要検証 – ノート]

## 通過する自治体
- 静岡県
  - 周智郡森町

## 主な接続路線
- 静岡県道40号掛川天竜線